# Вељко Јанковић
Вељко Јанковић (Подгорица, 11. јун 1911 – Београд, 7. мај 1974), учесник Народноослободилачке борбе, пуковник ЈНА и народни херој Југославије.

## Биографија
Родио се у Подгорици 11. јуна 1911. године у радничкој породици. Основну школу је завршио у доном граду, али школовање није могао да настави због сиромаштва своје породице. Отац Mило га је послао на изучавање столарског заната, а након тога се запослио као столар у Подгорици. Постао је члан Уједињених радничких синдиката 1935. године и радио је на организацији многих акција против тадашње владе. Члан КПЈ постао је 1939. године.
За време Другог светског рата био је међу првима који су учествовали у диверзантским акцијама у Подгоричком срезу. Учествовао је у нападу на Пљевље 1. децембра 1941. године. Када је формирана Пета пролетерска бригада 12. јуна 1942. године постао је њен борац. До лета 1943. године учествовао је у свим борбама које је водила ова бригада. Истакао се храброшћу у борбама код Прозора, Горњег Вакуфа и Бугојна. Због исказане храбрости у борбама на прузи Доњи Вакуф − Јајце постао је командир 2. чете у 4. батаљону. Са четом је прошао све борбе у Петој непријатељској офанзиви. Два пута је рањен приликом пробоја немачког обруча на Сутјесци.
Након продора у Источну Босну постављен је за команданта 2. батаљона у Петнаестој мајевичкој бригади. Предводио је батљон у борбама за ослобођење Бијељине, Градачца и Модриче. Предводио је батаљон у тешким и крвавим борбама за ослобођење Тузле. У борбама за ослобођење Прњавора и Дервенте тешко је рањен. На челу 18. ударне бригаде борио се против четника који су се повлачили из Србије, а у борбама за Шамац и Орашје заробио је комплетан батаљон 13. немачке СС−дивизије.
На почетку 1945. године упућен је у Београд на школовање где је завршио Вишу војну академију. Након завршетка рата био је на високим војним дужностима у ЈНА.
Умро је у Београду 7. маја 1974. године и сахрањен је у Алеји народних хероја на Новом гробљу.
Указом председника ФНР Југославије Јосипа Броза Тита, 27. новембра 1953. године, проглашен је за народног хероја.